# 嶋田実名子
嶋田 実名子 (しまだ みなこ) は、日本の実業家。元個人情報保護委員会委員長。現在社会関連グループ社会・文化室長。

## 人物・経歴
1976年、日本女子大学家政学部を卒業後、1986年花王に入社。花王コーポレートコミュニケーション部門社会貢献部長やCSR推進部長、花王芸術・科学財団専務理事事務局長、日本経団連社会貢献担当者懇談会座長、特定非営利活動法人日本NPOセンター理事（2006年-2013年）、文部科学省独立行政法人評価委員会委員(2011年-2013年)、を歴任。2015年に、マイナンバー法を監督する特定個人情報保護委員会委員に就任。2016年、個人情報保護法制定後、個人情報保護委員会委員。2019年、個人情報保護委員会委員長。健康上の理由で同年9月辞任。